# Mario Scelba

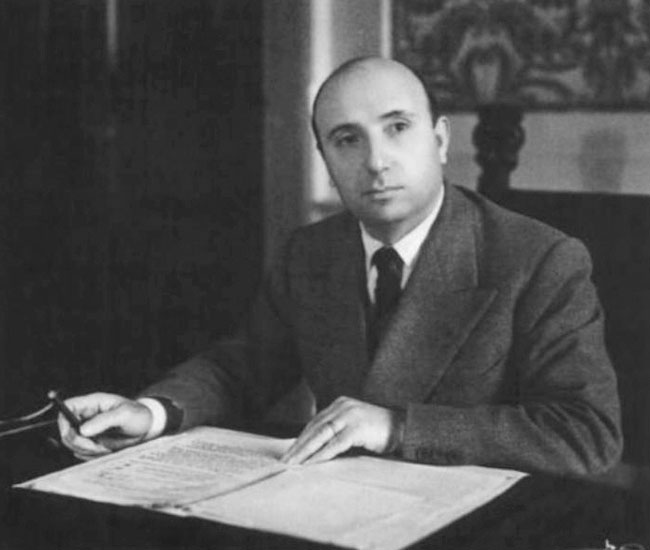
Mario Scelba (1947)

Mario Scelba (ital. Ausspr.ⓘ) (* 5. September 1901 in Caltagirone; † 29. Oktober 1991 in Rom) war Ministerpräsident Italiens vom 10. Februar 1954 bis zum 22. Juni 1955 und Präsident des Europäischen Parlaments von 1969 bis 1971.

## Ausbildung
Mario Scelba studierte Jura in Rom. Im Jahre 1921 trat er in die katholische PPI von Luigi Sturzo ein. Er war dort unter anderem Parteisekretär. Nach dem Verbot der Partei im Jahre 1926 betätigte er sich als Rechtsanwalt.

## Politik
Seit dem Beginn des Zweiten Weltkriegs stand Scelba in Kontakt mit Alcide De Gasperi und Giovanni Gronchi im Meinungsaustausch über die Wiedereinrichtung einer italienischen Volkspartei. Im Juni 1944 wurde er Mitglied der Democrazia Cristiana, 1945 in den Nationalrat gewählt. Scelba war mehrfach Innenminister des Landes, unter anderem von 1947 bis 1952, von 1952 bis 1953, von 1954 bis 1955 und erneut von 1960 bis 1962. Von 1954 bis 1955 war er Ministerpräsident Italiens. Später wurde er Senator.